# Gunther de Pairis
Gunther of Pairis (n. cca. 1150 – d. cca. 1220) a fost un călugăr german din ordinul cistercian și cronicar de limba latină.
Opera sa principală este Historia Constantinopolitana, referitoare la evenimentele petrecute pe parcursul Cruciadei a patra, fiind realizată într-o combinație de proză și versuri. Baza acestei cronici au constituit-o mărturiile lui Martin de Pairis, abate de Pairis (abație în provincia Franche-Comté), și include asediul și jefuirea Constantinopolului de către cruciați.
De asemenea, Gunther a mai scris Solimarius (referitoare la Prima cruciadă), și Ligurinus, un poem epic despre împăratul Frederic I Barbarossa.